# Prenez garde à la flotte
Pour plus de détails, voir Fiche technique et Distribution.
Prenez garde à la flotte (Don't Go Near the Water) est un film américain réalisé par Charles Walters, sorti en 1957.

## Fiche technique
- Titre original : Don't Go Near the Water
- Titre français : Prenez garde à la flotte
- Réalisation : Charles Walters
- Scénario : Dorothy Kingsley et George Wells d'après le roman de William Brinkley (en)
- Photographie : Robert J. Bronner
- Montage : Adrienne Fazan
- Musique : Bronisław Kaper
- Société de production : Metro-Goldwyn-Mayer
- Pays de production : États-Unis
- Format : 2,35:1
- Genre : comédie
- Durée : 107 minutes
- Date de sortie : 1957

## Distribution
- Glenn Ford : J.G. Max Siegel
- Gia Scala : Melora Alba
- Earl Holliman : Adam Garrett
- Anne Francis : Alice Tomlen
- Keenan Wynn : Gordon Ripwell
- Fred Clark : Clinton T. Nash
- Eva Gabor : Deborah Aldrich
- Russ Tamblyn : Ens. Tyson
- Jeff Richards : Ross Pendleton
- Mickey Shaughnessy : Farragut Jones
- Howard Smith : Junius Boatwright
- Romney Brent : Mr Alba
- Mary Wickes : Janie
- Jack Straw : Gladstone
- Robert Nichols : Hereford
- John Alderson : Diplock
- Jack Albertson : George Jansen
- Charles Watts : Arthur Smithfield